# Гербы районов Тверской области
Список гербов Тверской области.

## Гербы городских округов
| Герб | Наименование                          | Дата утверждения                        | Номер в ГГР |
| ---- | ------------------------------------- | --------------------------------------- | ----------- |
|      | Герб города Тверь                     | 25 мая 1999 года и 22 февраля 2000 года | 700         |
|      | Герб Вышневолоцкого городского округа | 5 апреля 2002 года                      | 1076        |
|      | Герб Кашинского городского округа     | 27 октября 1998 года                    | 478         |
|      | Герб города Кимры                     | 28 сентября 2006 года                   | 2657        |
|      | Герб Нелидовского городского округа   | 6 мая 1999 года                         | 487         |
|      | Герб ЗАТО Озёрный                     | 21 мая 2003 года                        | 1253        |

| герб | Наименование                         | Дата утверждения      | Номер в ГГР |
| ---- | ------------------------------------ | --------------------- | ----------- |
|      | Герб Осташковского городского округа | 29 ноября 2018 года   | 772         |
|      | Герб города Ржев                     | 15 августа 1996 года  | 1615        |
|      | Герб ЗАТО Солнечный                  | 19 апреля 2002 года   | 1079        |
|      | Герб города Торжок                   | 23 июня 1998 года     | 417         |
|      | Герб Удомельского городского округа  | 20 сентября 2018 года | 125         |

## Гербы муниципальных округов
| Герб | Наименование                                | Дата утверждения      | Номер в ГГР |
| ---- | ------------------------------------------- | --------------------- | ----------- |
|      | Герб Андреапольского муниципального округа  | 14 сентября 1999 года | 553         |
|      | Герб Весьегонского муниципального округа    | 8 июня 2001 года      |             |
|      | Герб Западнодвинского муниципального округа | 10 января 2001 года   | 768         |
|      | Герб Краснохолмского муниципального округа  | 27 декабря 1999 года  | 741         |
|      | Герб Лесного муниципального округа          | 29 мая 2001 года      | 774         |

| герб | Наименование                              | Дата утверждения     | Номер в ГГР |
| ---- | ----------------------------------------- | -------------------- | ----------- |
|      | Герб Оленинского муниципального округа    | 26 мая 1999 года     | 1200        |
|      | Герб Пеновского муниципального округа     | 17 февраля 1999 года | 467         |
|      | Герб Сандовского муниципального округа    | 29 апреля 2003 года  | 1293        |
|      | Герб Селижаровского муниципального округа | 28 марта 1996 года   | 122         |

Гербы муниципальных районов
| Герб | Наименование                               | Дата утверждения     | Номер в ГГР |
| ---- | ------------------------------------------ | -------------------- | ----------- |
|      | Герб Бежецкого муниципального района       | 27 июля 1999 года    | 555         |
|      | Герб Бельского муниципального района       | 23 июня 2002 года    | 1057        |
|      | Герб Бологовского муниципального района    | 12 июля 1995 года    | 727         |
|      | Герб Жарковского муниципального района     | 30 марта 2001 год    | 713         |
|      | Герб Зубцовского муниципального района     | 12 августа 2004 года | 4195        |
|      | Герб Калининского муниципального района    | 26 мая 2005 года     | 1891        |
|      | Герб Калязинского муниципального района    | 16 июня 2000 года    | 622         |
|      | Герб Кесовогорского муниципального района  | 4 апреля 2001 года   | 753         |
|      | Герб Кимрского муниципального района       | 1 августа 2005 года  | 2196        |
|      | Герб Конаковского муниципального района    | 19 ноября 1998 года  | 334         |
|      | Герб Кувшиновского муниципального района   | 28 октября 1996 года | 872         |
|      | Герб Лихославльского муниципального района | 12 мая 2000 года     | 625         |
|      | Герб Максатихинского муниципального района | 25 февраля 2005 года | 1889        |
|      | Герб Молоковского муниципального района    | 17 апреля 2002 года  | 1031        |
|      | Герб Рамешковского муниципального района   | 23 июля 2004 года    | 1614        |
|      | Герб Ржевского муниципального района       | 8 октября 2003 года  | 1397        |
|      | Герб Сонковского муниципального района     | 6 ноября 2001 года   | 1071        |
|      | Герб Спировского муниципального района     | 20 апреля 2000 года  | 711         |
|      | Герб Старицкого муниципального района      | 18 мая 1999 года     | 485         |
|      | Герб Торжокского муниципального района     | 14 октября 1999 года | 750         |
|      | Герб Торопецкого муниципального района     | 14 октября 1999 года |             |
|      | Герб Фировского муниципального района      | 12 мая 2002 года     | 1052        |